# Ralph Fox (Mathematiker)
Ralph Hartzler Fox (* 24. März 1913 in Morrisville (Pennsylvania); † 23. Dezember 1973 in Philadelphia) war ein US-amerikanischer Mathematiker, der sich vor allem mit Knotentheorie beschäftigte.
Fox besuchte das Swarthmore College, während er am Leefson-Konservatorium in Philadelphia Klavier studierte. Seinen Master-Abschluss in Mathematik machte er an der Johns Hopkins University. 1939 wurde er bei Solomon Lefschetz an der Princeton University mit der Schrift  On the Lusternik Schnirelmann Category promoviert. Danach war er am Institute for Advanced Study, der University of Illinois und der Syracuse University, bevor er 1945 wieder als Professor an der Princeton University war, wo er bis zu seinem Tod blieb. Er war u. a. Gastprofessor in Mexiko-Stadt, Japan, der Universität Delft und der Universität Stockholm.
Fox beschäftigte sich mit niedrigdimensionaler Topologie, speziell Knotentheorie. Sein Lehrbuch (mit seinem Schüler Richard H. Crowell) Introduction to Knot Theory, aus Vorlesungen am Haverford College 1956 entstanden, war lange ein Standardwerk. Er berichtete über die Arbeiten zur Knotentheorie auch auf dem Internationalen Mathematikerkongress 1950 in Cambridge (Massachusetts).
Zu seinen Doktoranden zählen Harold W. Kuhn, Barry Mazur, John Stallings, Lee Neuwirth und John Willard Milnor. Er sorgte auch dafür, dass der griechische Mathematiker Christos Papakyriakopoulos in Princeton ungestört arbeiten konnte.
Fox war aktiver Quäker, war verheiratet und hatte einen Sohn. Er war ein versierter Go-Spieler, der 1963 die USA im ersten internationalen Go-Wettbewerb in Tokio vertrat und den Grad des 4. Dan erreichte.